# Pilar Chías Navarro
Pilar Chías Navarro (Valencia, 25 de agosto de 1956) es una arquitecta y urbanista española especializada en territorio, paisaje y patrimonio cultural, reconocida por sus investigaciones sobre campus universitarios.

## Trayectoria
Chías Navarro estudió arquitectura en la Escuela Técnica Superior de Arquitectura de Madrid (ETSAM) dónde se graduó en 1978 y se doctoró por la Universidad Politécnica de Madrid en 1983 con la tesis "La Ciudad Universitaria de Madrid: Génesis y realización" dirigida por Antonio Bonet Correa, que también fue académico de la Real Academia de Bellas Artes de San Fernando. De 1987 a 2005 fue profesora en la ETSAM, y desde 2005 Catedrática de universidad en la Escuela Técnica Superior de Arquitectura y Geodesia de la Universidad de Alcalá. Además es Vicedecana de Arquitectura en la Universidad alcalaína.
Entre sus trabajos docentes ha sido profesora en el Máster en Planeamiento Urbano del Departamento de Urbanismo y Ordenación del Territorio de la ETSAM, así como de otras asignaturas y máster en la Universidad Politécnica de Madrid, en la Universidad de Alcalá o la Universidad de Stuttgart entre otras. Además participa en universidades de verano y cursos, congresos o conferencias con diferentes instituciones. Ha elaborado más de 120 publicaciones entre artículos de investigación, libros o capítulos de libros, en colaboración o individualmente, muchos de ellos se encuentran en abierto en plataformas como ResearchGate o Google Académico.
Chías además de su trabajo en el ámbito docente, ha participado en numerosos proyectos de I+D+i tanto nacionales como internacionales. Destacar el proyecto de "Elaboración de un Sistema de Información Geográfica para la ordenación urbanística de los asentamientos de Castilla la Mancha siguiendo criterios medioambientales", realizado entre 1999 y 2001, el Proyecto "Elaboración de una metodología para la catalogación, documentación y difusión en Internet del Patrimonio Cultural, utilizando un Sistema de Información Geográfica" realizado entre 2003 y 2005,"Metodología para la implementación de un Sistema de Información Geográfica hipermedial para la documentación, gestión y difusión del patrimonio arquitectónico" de 2006, "Metodología para la gestión y desarrollo sostenible de los territorios de Castilla-La Mancha a diferentes escalas, basada en los recursos de interés cultural y en la historia del territorio" entre 2010 y 2013, la "Metodología para el estudio del impacto territorial de las fuentes de energía renovables y propuestas de viabilidad" entre 2013 y 2015, y también en este periodo, "Integration of the Management and Conservation Policies and Practices of the World Heritage Sites: from the Cultural Landscape to the Historical Urban Landscape" para Unesco, o el proyecto realizado entre 2016 y 2019, "Metodología para la evaluación del confort, condiciones ambientales y funcionalidad espacial de los centros hospitalarios y su entorno, y propuestas de adecuación a nuevos conceptos asistenciales".
Además de sus labores docentes, Chías asumió cargos de responsabilidad en las instituciones en las que ha trabajado, sobre todo en la UPM y la Universidad de Alcalá.

### Cargos
En la Universidad Politécnica de Madrid (UPM) destacar que de 1994 a 1998 Chías fue miembro electo del Claustro UPM y de 1999 a 2005 fue Coordinadora de las Becas Sócrates-Erasmus, entre otros cargos de responsabilidad ejecutiva.
En la Universidad de Alcalá, entre otros cargos, Chias fue miembro del Consejo de Gobierno de 2008 a 2016 y de 2012 a 2019 fue miembro electo del Claustro. Con diferentes fases electorales, Chías ha sido Directora de la Escuela Superior de Arquitectura y Geodesia entre 2007 a 2019. Actualmente es Miembro electo de la Junta de Escuela y desde 2016 en la Escuela Técnica Superior de Arquitectura y Geodesia.
Además colabora con diferentes instituciones, como el Consorcio Urbanístico de la Ciudad Universitaria de Madrid de 1997 y 2000, o instituciones para la evaluación de calidad educativa, como la Asociación Española de Normalización y Certificación (AENOR), o desde 2017, con la Agencia Española de Investigación.

## Obras seleccionadas
- 2006 Las redes de transporte en la historia de la vertebración del territorio. Madrid: Colegio de Ingenieros de Caminos, Canales y Puertos, p. 150. ISBN: 84-380-0335- 4.[8]
- 2017 GREEN HOSPITALS, GREEN HEALTHCARE, en colaboración con Tomás Abad.[9]
- 2019 La Ciudad Universitaria de Madrid y las ideologías políticas: un patrimonio con noventa años de historia. The Ciudad Universitaria in Madrid and the politic ideologies: A 90 years old built heritage.[10]

### Tesis
- 1983 La Ciudad Universitaria de Madrid: Génesis y realización.[1]

## Reconocimientos
- 2003 Premio a la Innovación Educativa, como miembro del equipo del arquitecto y catedrático de la ETSAM Javier Seguí de la Riva.
- 2004 Premio Fray Luis de León de Junta de Castilla y León al libro "Los caminos y la construcción del territorio en Zamora. Catálogo de puentes." Zamora / Madrid: CSIC / CEHOPU-CEDEX, al Mejor Libro Técnico de Investigación.
- 2012 Finalista en Bienal Iberoamericana de Arquitectura y Urbanismo con el libro "El Caribe Fortificado: Cádiz y el Caribe: una relación transatlántica". Alcalá de Henares. Universidad de Alcalá, Fundación Llopis y FCC.[11]
- 2018 Targha d’Oro de la Unión Italiana de Diseño, Milán.